# Internationale Strahlenschutzkommission
Die Internationale Strahlenschutzkommission (International Commission on Radiological Protection, ICRP) ist eine internationale Fachkommission, die zum Ziel hat, durch Empfehlungen und Richtlinien die wissenschaftlichen Erkenntnisse im Strahlenschutz zum Nutzen der öffentlichen Gesundheit umzusetzen. Sie hat ihren Sitz in Ottawa in Kanada.
Die ICRP wurde im Jahr 1928 in Stockholm auf dem zweiten Kongress der Internationalen Gesellschaft für Radiologie als Internationales Komitee zum Schutz vor Röntgenstrahlung und Radium (IXRCP) gegründet. Im Jahr 1950 erhielt sie ihren heutigen Namen.

## Aufbau
Die Internationale Strahlenschutzkommission besteht aus einer Hauptkommission, deren Vorsitzender seit Juli 2021 der Physiker Werner Rühm vom deutschen Bundesamt für Strahlenschutz ist. Sie besteht außerdem aus fünf ständigen Ausschüssen, die sich den folgenden Themengebieten widmen.
- Strahlenwirkungen
- Dosimetrie von Strahlenexpositionen
- Strahlenschutz in der Medizin
- Umsetzung der Empfehlungen der Internationalen Strahlenschutzkommission
- Schutz der Umwelt

Ein wissenschaftliches Sekretariat mit Sitz in Schweden betreut die Kommission und deren Ausschüsse. Neben diesen bestehen zeitlich begrenzte Arbeitsgruppen, die sich mit speziellen Aufgaben- und Fragestellungen auseinandersetzen.

## Veröffentlichungen
Die ICRP veröffentlicht eine Vielzahl von Dokumenten. Die Publikationen erscheinen durch den Verlag SAGE UK und sind kostenpflichtig, bis auf Ausnahmen.
Eine Serien-Publikation ist bekannt unter dem Kürzel ICRP Publication NNN, wobei NNN für eine fortlaufende Zahl steht (Stand 2023: 153). Die erste Publikation, ICRP Publication 1, mit dem Titel Recommendations of the International Commission on Radiological Protection, erschien 1959.
Der Bericht Nr. 103 aus dem Jahr 2007 mit dem Titel Recommendations of the International Commission on Radiological Protection wurde vom Bundesamt für Strahlenschutz (BfS) übersetzt und veröffentlicht.